# (37527) 1971 UJ1
1971 UJ1 (asteroide 37527) é um asteroide da cintura principal. Possui uma excentricidade de 0.29543360 e uma inclinação de 12.69129º.
Este asteroide foi descoberto no dia 26 de outubro de 1971 por Luboš Kohoutek em Bergedorf.